# Етол (Приморски Шарант)
Етол (фр. Etaules) насеље је и општина у западној Француској у региону Нова Аквитанија, у департману Приморски Шарант која припада префектури Рошфор.
По подацима из 2011. године у општини је живело 2389 становника, а густина насељености је износила 137 | становника/km². Општина се простире на површини од 11,55 km². Налази се на средњој надморској висини од 24 m метара (максималној 28 m, а минималној 0 m m).

## Демографија
| 1962. | 1968. | 1975. | 1982. | 1990. | 1999. | 2011. |
| ----- | ----- | ----- | ----- | ----- | ----- | ----- |
| 1.290 | 1.295 | 1.262 | 1.316 | 1.413 | 1.587 | 2.389 |

График промене броја становника у току последњих година